# Senecio skottsbergii
Senecio skottsbergii là một loài thực vật có hoa trong họ Cúc. Loài này được Cabrera miêu tả khoa học đầu tiên.